# Devil's Peak (Hong Kong)
Pour l’article homonyme, voir Devil's Peak.
Devil's Peak (魔鬼山, « pic du Diable ») est un sommet de Hong Kong situé dans le district de Sai Kung dans les Nouveaux Territoires, près des quartiers de Tiu Keng Leng (en) et de Yau Tong (en).
Il a une importance stratégique car il domine le canal de Lei Yue Mun (en), l'entrée est de Victoria Harbour, et sa zone était ainsi fortifiée par l'armée britannique au XXe siècle, et même avant cela au XIXe siècle par des pirates locaux.

## Géographie
Devil's Peak culmine à 222 mètres. À l'est se trouve le cimetière chinois permanent de Tseung Kwan O (en) et à l'ouest se situe Yau Tong (en). La colline étend sa crête vers le sud jusqu'au canal de Lei Yue Mun (en) et vers le nord jusqu'à un autre sommet appelé Chiu Keng Wan Shan (en).
La section 3 du sentier Wilson (en) passe à la base de Devil's Peak et est accessible depuis Tiu Keng Leng (en) ou Yau Tong via les routes du cimetière.

## Histoire militaire

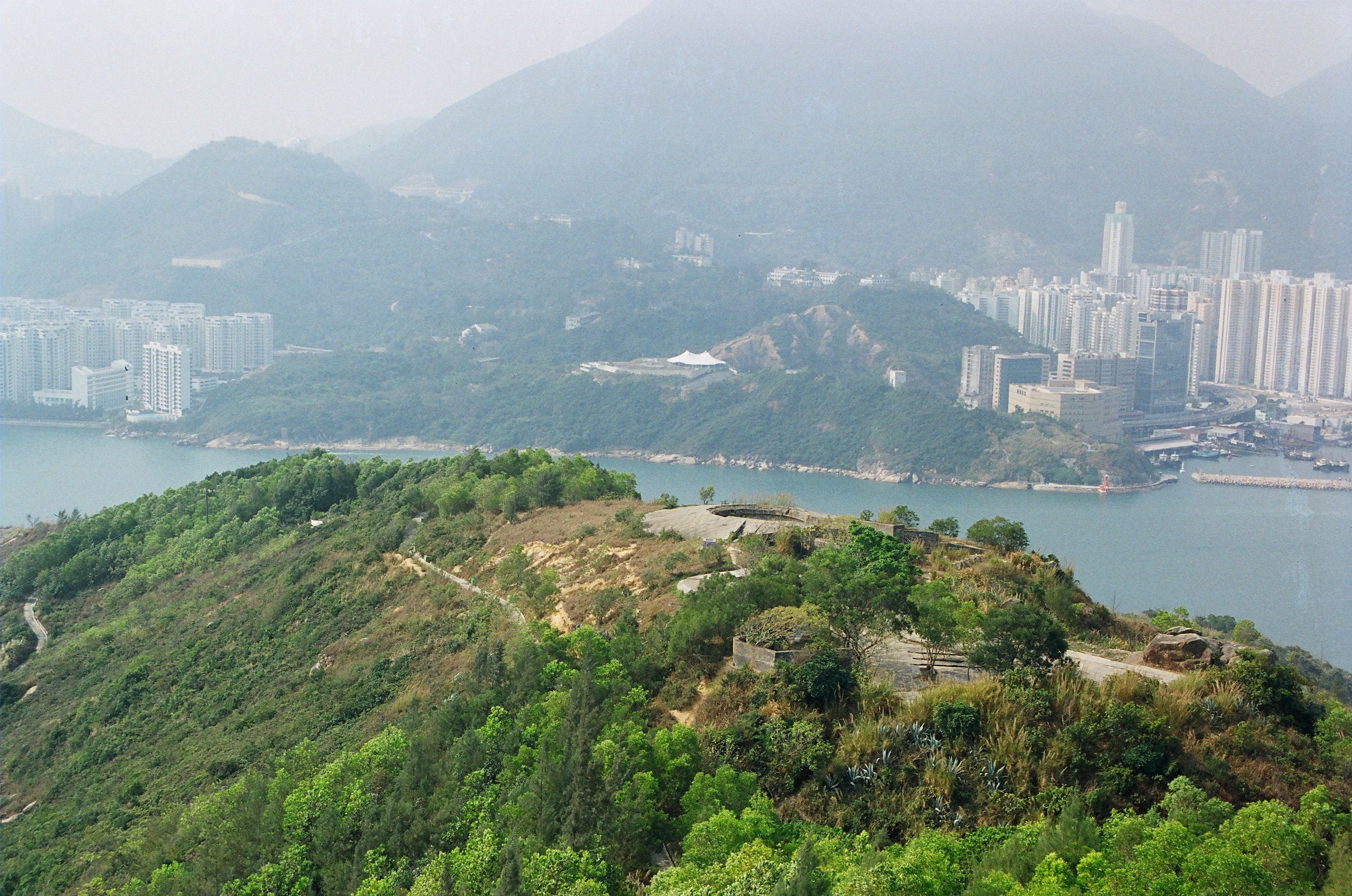
Vue de la batterie Gough qui domine le canal de et Victoria Harbour.

La majeure partie des sites militaires de Devil's Peak est construite entre 1900 et 1914. Les vestiges d'une redoute et de batteries sont encore visibles. Les quatre principaux groupes de structures militaires qui subsistent sont :
- la redoute de Devil's Peak, qui se dresse au sommet à une altitude de 222 m et datant de 1914[3] ;
- un petit site à 196 m ;
- la batterie Gough[4], située au-delà de 160 m, construite en 1898 et équipée de deux canons de 6 pouces, dont l'un est plus tard remplacé par un canon de 9,2 pouces. Ils sont tous les deux retirés en 1936 et transférés au fort de Stanley. Elle est probablement nommée en l'honneur de Hugh Gough, ancien commandant en chef des forces britanniques en Chine ;
- la batterie Pottinger, située en-dessous de 81 m et équipée de canons de 9,2 pouces qui sont retirés en 1936 pour être envoyés à la batterie Boukhara au cap d'Aguilar. Elle est probablement nommée en l'honneur du gouverneur Henry Pottinger.

Les troupes qui y étaient stationnées (principalement pendant la  Seconde Guerre mondiale) sont :
- le 5/7 régiment Rajput ;
- la 1re batterie de montagne du bataillon d'artillerie royale de Hong Kong et Singapour.